# Jawa 90
Jawa 90 /SK-90 je motocykl, vyvinutý firmou Považské strojárne n. p. Považská Bystrica . Vyráběný na Slovensku v letech 1967–1973. Z prodejních důvodů byl označen jako Jawa 90. Vyrobeno bylo 36 942 kusů. Dvoudobý jednoválcový motor měl rozvod pomocí rotačního šoupátka a pětistupňovou převodovku (jako jediný motocykl v ČSSR).

## Varianty
- Jawa 90 Roadster – silniční provedení, úzká řídítka, výfuk vedený spodem
- Jawa 90 Cross (Trail) – širší řídítka s hrazdičkou, výfuk vedený vrchem

## Generace
- První generace (Roadster i Cross) se vyráběla v letech 1967–1970. Jsou typické kulatou nádrží, jejíž barva se lišila od barvy rámu a byla shodná s barvou schránek, tlumičů a držáků předního světla a předního blatníku.

- Druhá generace (včetně modelu Trail označeného v technickém průkazu stále jako Cross) byla vyráběna od druhé poloviny roku 1970. Nádrž byla protáhlá, převážně v barvě rámu.

- Třetí generace z let 1972–1973 měla prodloužené a účinnější přední teleskopy, hlava válce byla vějířovitá, reflektor podlouhlejší s kulatým tachometrem. Jiné světlomety a většinou i zadní světla na vývozní typy z důvodu neplatné homologace našich výrobků na západě.

## Technické parametry
- Rám: páteřový
- Suchá hmotnost: 84 kg
- Pohotovostní hmotnost: 92 kg
- Maximální rychlost: 95 km/h
- Spotřeba paliva: 3 l/100 km

## Galerie

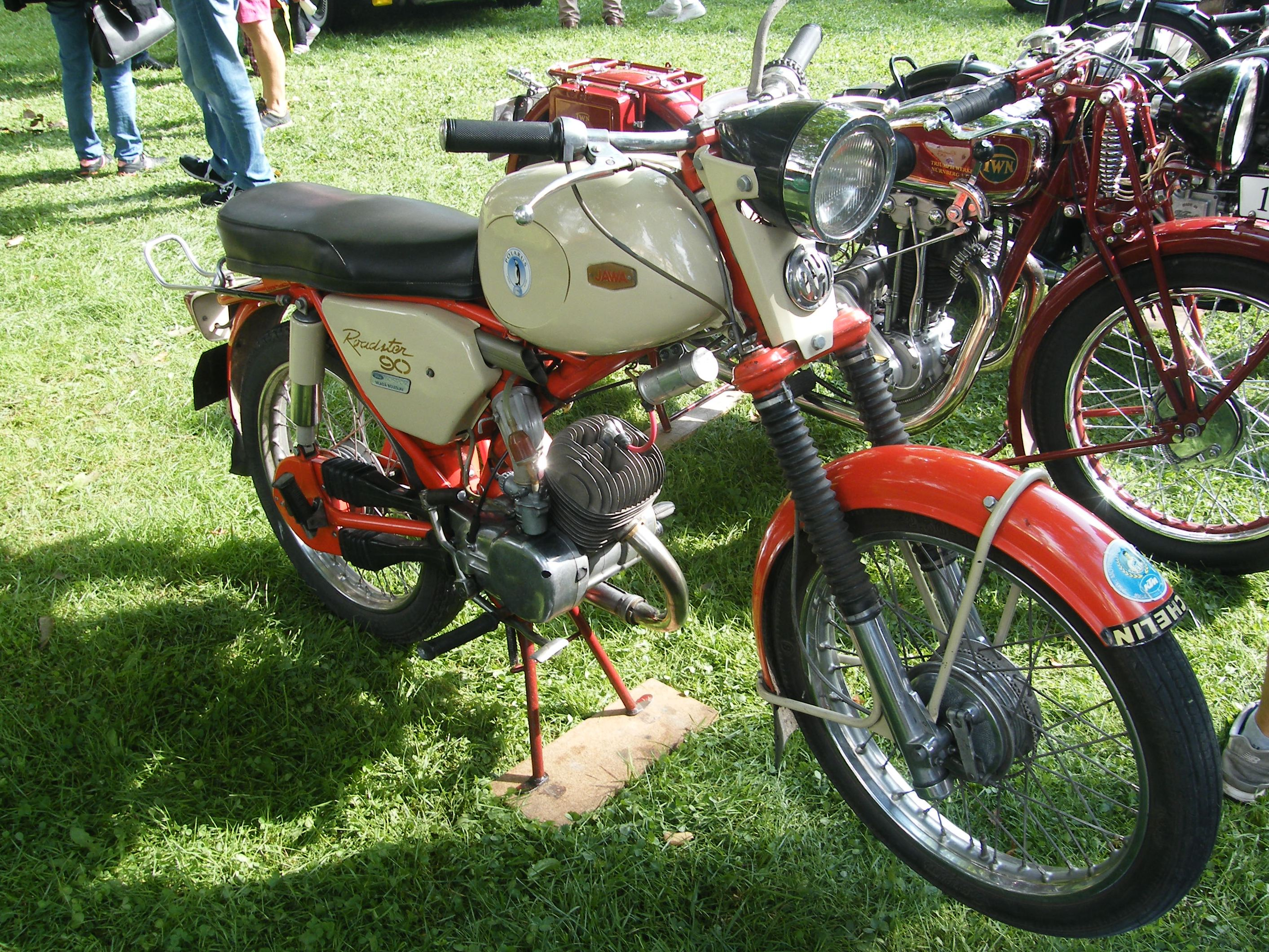
Jawa 90 Roadster
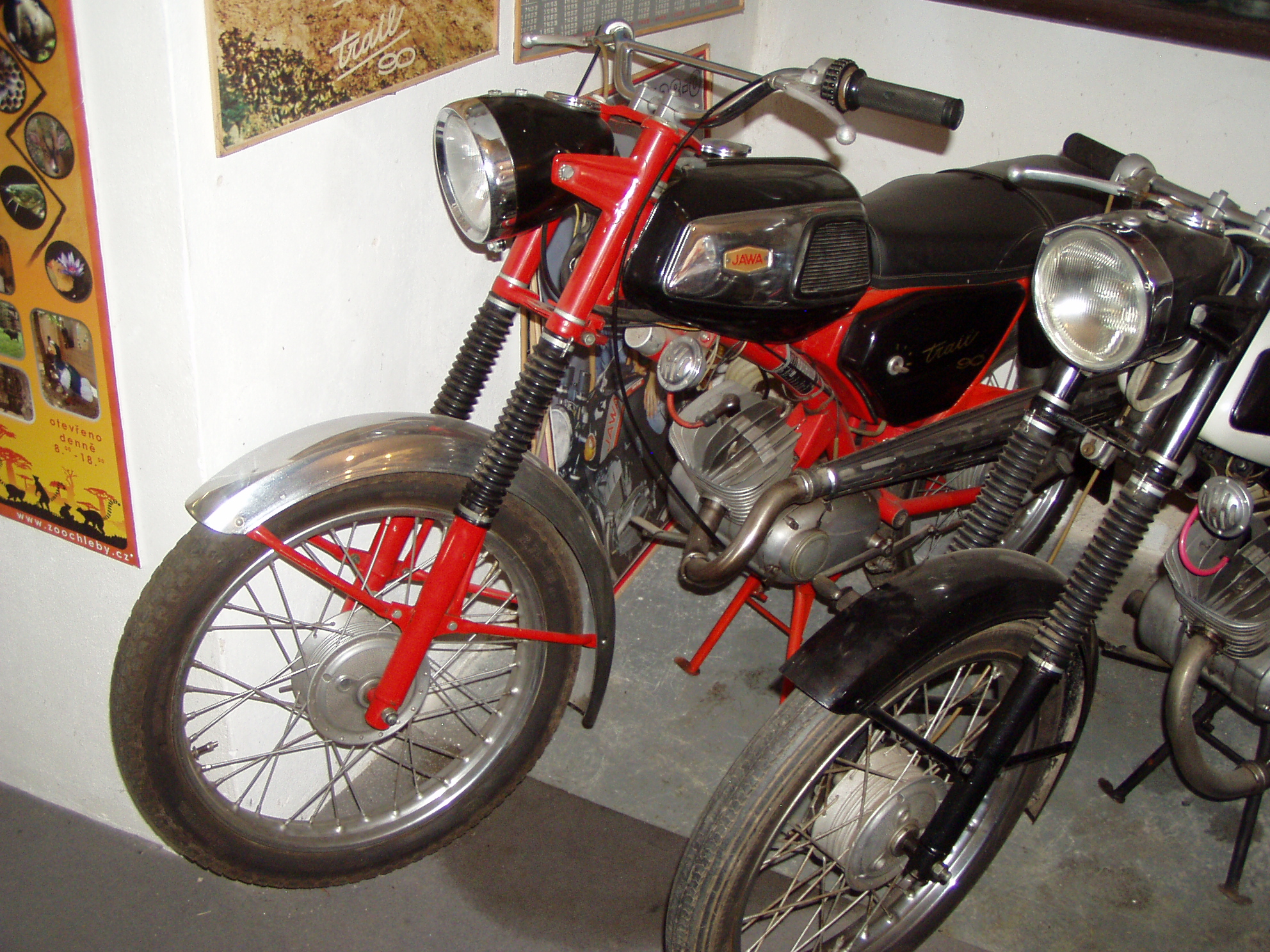
Jawa 90 Trail (vlevo)
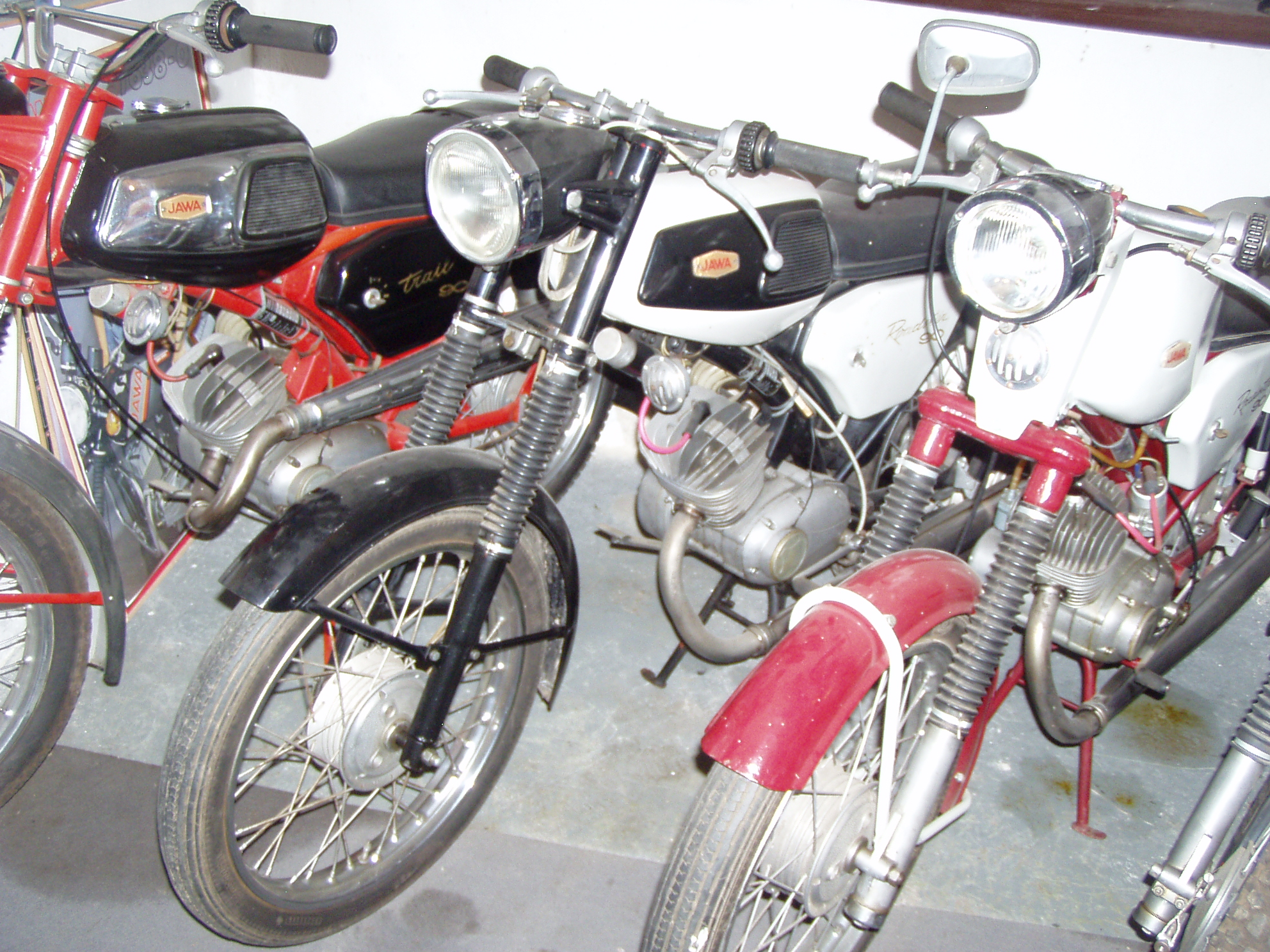
Jawa 90 Trail (vlevo) a Roadster (uprostřed a vpravo)
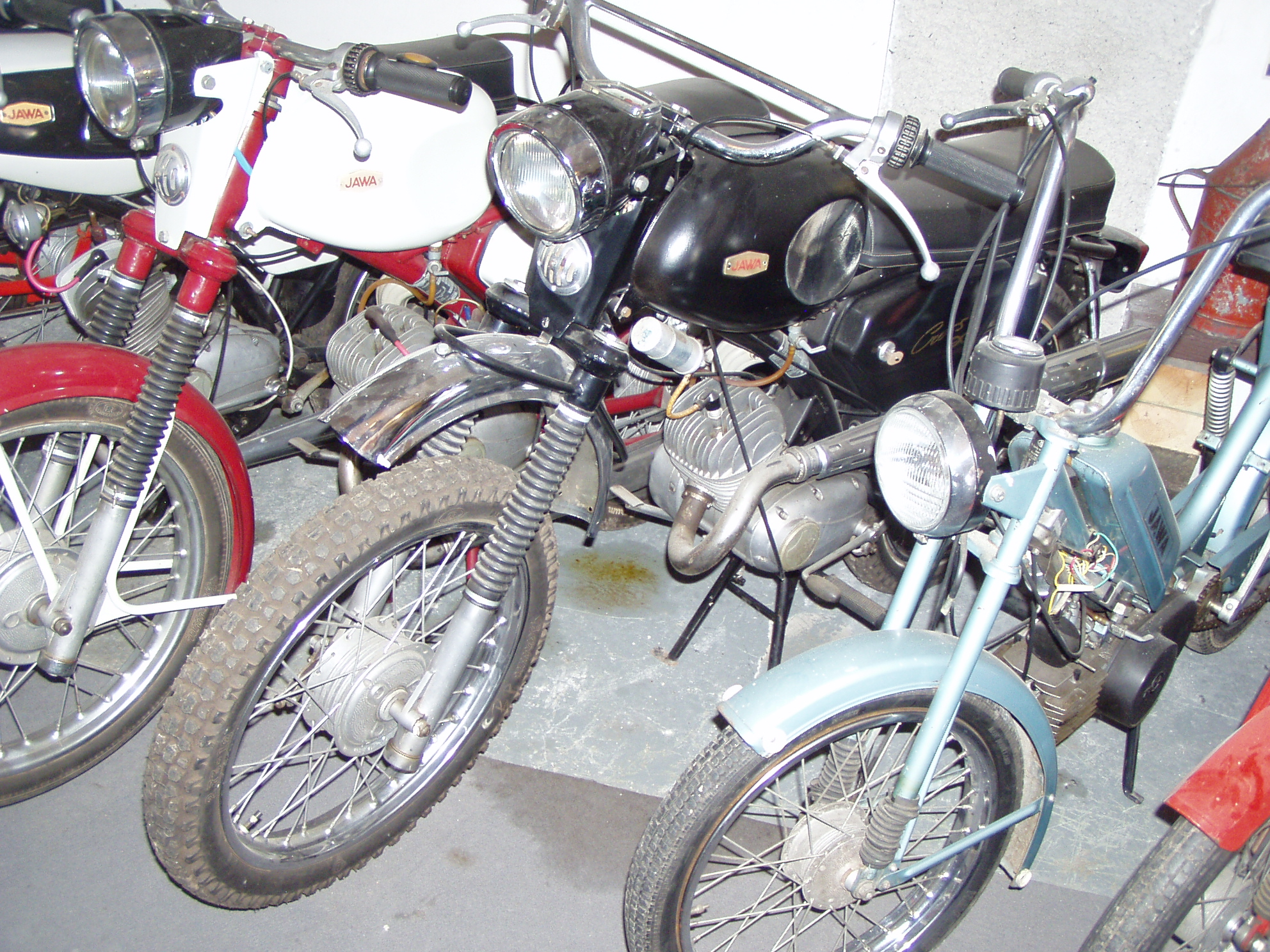
Jawa 90 Cross (černá)